# سیارک ۲۲۸۵۶
سیارک ۲۲۸۵۶ (به انگلیسی: 22856 Stevenzeiher، نامگذاری:1999RX142) بیست و دو هزار و هشتصد و پنجاه و ششمین سیارک کشف شده‌است که در ۹ سپتامبر ۱۹۹۹ کشف شد.
قدر مطلق سیارک برابر ۸.۱ است.